# Választások Ausztriában
Ausztriában a választások három szinten zajlanak: szövetségi (országos), állami (tartományi) és helyi önkormányzati szinten. Minden szinten alapvető elv az arányos képviselet elve (Verhältniswahl).
Minden osztrák állampolgár, aki legkésőbb a választás napján betölti 16. életévét általános, szabad, egyenlő, közvetlen, titkos és személyes szavazati joggal rendelkezik. Ez alól csak bírósági végzéssel lehet kizárni. Európai parlamenti és helyi önkormányzati választásokon ugyanez a szabály vonatkozik ausztriai állandó lakcímmel rendelkező EU-állampolgárokra is.
Ausztriában közvetlenül választják a szövetségi elnököt (Bundespräsident), a parlament alsóházát (Nationalrat), valamint az Európai Parlament ausztriai képviselőit, a tartományi parlamenteket és a helyi önkormányzatokat. Bécsben a tartományi parlament a fővárosi közgyűlés is egyben, és a helyi önkormányzati szintnek a kerületi önkormányzatok felelnek meg.
Az osztrák választások jellemzően nyílt listás szavazati rendszerben használnak, ami azt jelenti, hogy a szavazók nemcsak pártlistákra, hanem azon belül egyes jelöltekre is szavazhatnak, így befolyásolja jelöltek sorrendjét. Például a parlamenti választások esetén ez abban különbözik a magyar választási rendszertől (amin a választóknak alapvetően két szavazatuk van egy helyi jelöltre és egy zárt listára), hogy a parlamenti választásokon Ausztriában a szavazók egy szavazatuk van egy pártlistára és azon belül 3 (helyi, regionális és országos) szinten szavazhatnak még az általuk preferált politikusokra.

## Történelem
- 1848: A cenzusos választójog bevezetése.
- 1873: Reichsrat választási reform: a Reichsratban képviselt királyságokban és államokban (Ciszlajtánia): A Képviselőház tagjait a cenzusos választójog alapján négy kúriában (főúri birtokosok, települések, kereskedelem és ipar, vidéki közösségek) választották. Csak körülbelül 6%-a volt jogosultak szavazni a 24 éves és idősebb férfi lakosságnak; az előírt éves minimális adófizetést különböző helyeken eltérően szabályozták, ez Bécsben 10 guldent tett ki. A nagybirtokos az "önellátó" nők, pl. a magukat képviselő nők jogosultak szavazni.
- 1882: Taaffe választójogi reformja : a szavazás után fizetendő adót 5 guldenre csökkentették.
- 1896: Baden választójogi reformja általános választói osztályt hozott létre (az 5. kúria a 24 év feletti férfi szavazók általános osztálya volt). Az első négy kúria tagjai az 5. sz. kúriában is szavazhattak, az egy szavazatra jutó mandátumok száma egyenlőtlenül oszlott meg a kúriák között.
- 1907: Beck választójogi reformja : A curiae választójog eltörlése és az általános férfi választójog bevezetése (aktív választójog: 24 év; passzív választójog: 30 év).
- 1919: A monarchia bukása és a 12-i törvény után. 1918 novemberében a németországi kormányforma révén a nők is általános és egyenlő választójogot szereztek.
- 1919: Német Ausztria alkotmányozó nemzetgyűlésének megválasztására 1919. február 16-tól külön választójogi törvény született. Az arányos képviseletre (Verhältniswahlrecht) bevezetése, amelyet elsősorban a Szociáldemokrata Munkáspárt (SDAP) követelt.
- 1945: Az Osztrák Köztársaság újjáalapításával ismét az 1920-as választójogi törvény lépett életbe.
- 1970-ben és 1992-ben megreformálták választási szabályzatot (NRWO).
- 2003: A választókorú 19 évről 18 évre csökkentése (BGBl. I No. 90/2003)
- 2007: Az aktív választókorú 18 évről 16 évre csökkentése, a levélben és külföldön történő szavazás egyszerűsítése, a választási időszak négyről öt évre történő meghosszabbítása, a passzív választókorhatár 19 évről 18 évre való csökkentése (BGBl. I. 27/2007 és 28/2007).

## Szövetségi szint (Bundesebene)
Szövetségi szinten közvetlenül választási a Nemzeti Tanácsot (Nationalrat), a szövetségi elnököt (Bundespräsident), valamint az Európai Parlament ausztriai képviselőit.

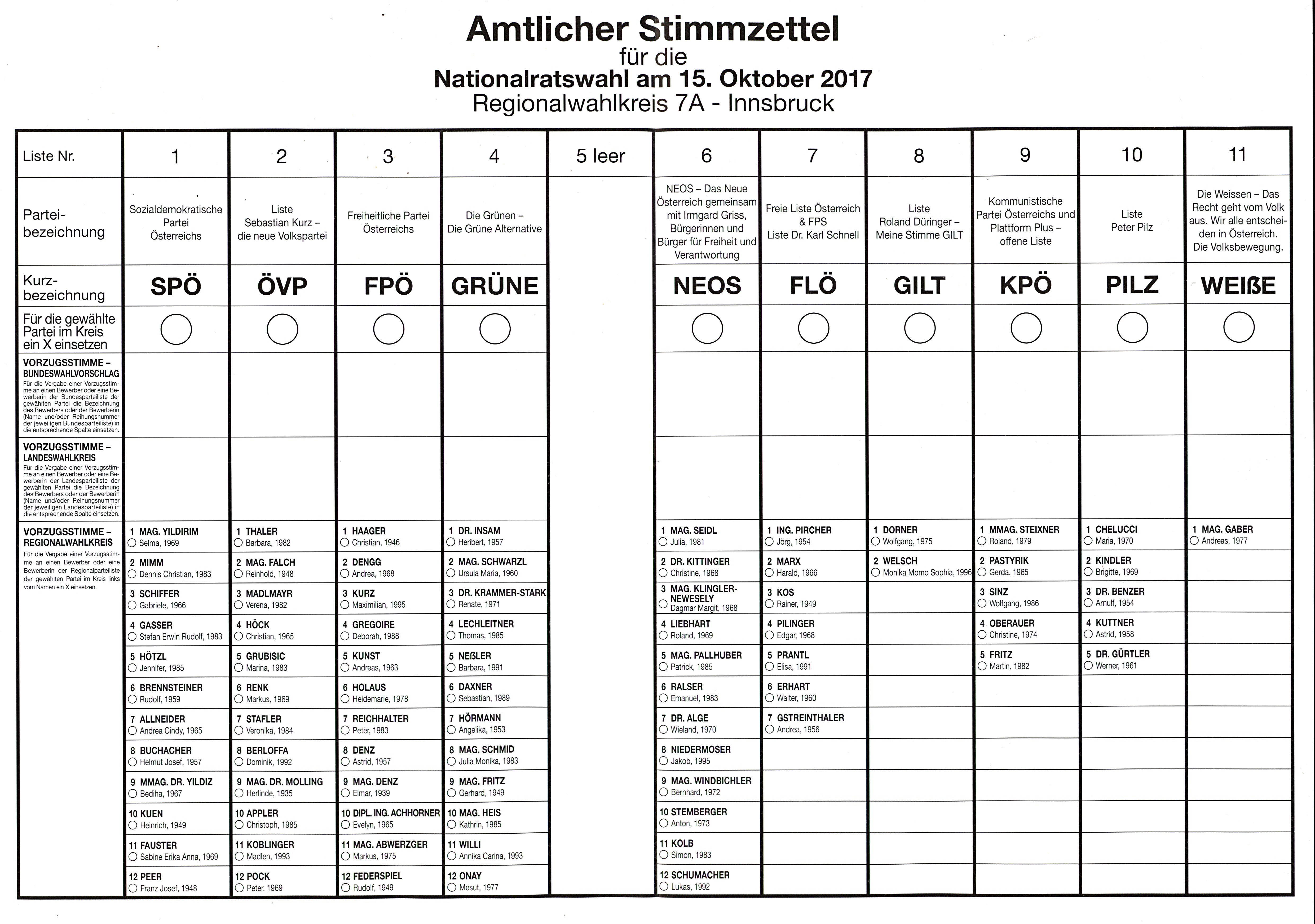
Szavazólap az ausztriai parlamenti választáson. A választók egy pártlistára szavazhatnak, azon belül pedig 3 szinten jelölhetik meg a listáról a kedvenc jelöltjeiket. A helyi választókerületi szinten a szavazólapon felsorolt jelöltek mellett X-el, míg a regionális és országos listáról a jelölt nevének vagy sorszámának beírásával, adhatják le a preferenciaszavaztukat,

### Nemzeti Tanács választása
Az Osztrák Nemzeti Tanácsba 183 tagot választanak öt évre (a 2008-as választás óta, korábban négy évre). Az ország 9 tagállami (tartományi, regionális) választókerületre oszlik, ezek pedig 39 (tartományon belüli, helyi) választókerületre. Mindhárom szinthez tartozik egy szavazatszámlálási eljárás.
A mandátumok a helyi választókerületben (a 39 egymandátumos választókerült) és az tartományi választókerületben (a 9 többmandátumos, listás választókerület) kerülnek kiosztásra az első kettő körben. A harmadik eljárásban, amelyben a d'Hondt módszert alkalmazzák, országos arányos kompenzációra kerül sor.
Választási rendszer: alapvetően pártlistás arányos képviselet a kapcsolódó szövetségi, állami és regionális listákkal. A választópolgárok az nyílt listás preferenciaszavazatokkkal (Vorzugsstimme) segítségével átrendezhetik a listákat.
Területiség (többszíntű rendszer): A mandátumok háromszintű elosztása 39 helyi választókerületben, 9 regionális választókerületben (szövetségi államban) és szövetségi szinten, ahol az alacsonyabb szintű mandátumok a magasabbhoz számítanak. A pártok által alsóbb szintek számlálása során szerzett többletmandátumokat levonják a mandátumalllokációhoz. Szavazatmegosztásra (külön szinten külön pártokra szavazás) nincs lehetőség. Az egymandátumos választókerületek nem egyéni választókerületek, mivel azt is a pártlistás szavazat dönt, és csak a mandátum kiosztása (párt részére) után történik meg annak betöltése egyéni jelölttel, amihez csak az adott pártra leadott nyílt listás preferenciaszavazatok alapján történik.
Aktív és passzív választójog: Minden 16. életévét betöltött osztrák állampolgár szavazhat (aktív választójog). Legkésőbb a választás napjának végéig (21. §).
Választható (passzív választójog) az, aki a szavazás időpontban osztrák állampolgársággal rendelkezik, és legkésőbb a választás napjának végén betöltötte a 18. életévét. Aki a 16. életévét betöltötte, a szavazójogból nincs kizárva (41. §).
Szavazatok száma: A 36. § szerint minden szavazásra jogosultnak csak egyetlen, pártlistás jellegű szavazata van (aminek a preferenciaszavazatok részei), ezt használják mind a három szinten. A 79. § (1) bekezdése szerint az általa megválasztott párt országos, területi és helyi listáján szereplő pályázónak egy preferenciaszavazatot adhat.
Választókerületek: A teljes szövetségi terület 9 állami regionális választókerületre (szövetségi államra) oszlik, amelyek viszont 39 helyi választókerületre oszlanak.
A választás előtt legutóbbi népszámlálás alapján (a Hare kvóta módszerrel) a lakosságarányosan határozzák meg a helyi és regionális mandátumok számát tagállamonként. (Ez a választás előtti választókerületek közötti felosztás azonban nem befolyásolja a mandátumelosztást.)
Választási küszöb: Az NRWO 100. § (1) és 107. § (2) bekezdése szerint a második és harmadik mandátumelosztási körben csak azok a pártok szerezhetnek mandátumot, akik legalább egy helyi választókerületben egy mandátumot szereztek, vagy országosan legalább 4%-ot szereztek az érvényes szavazatok közül.

### A szövetségi elnök megválasztása (Bundespräsidentenwahl)
Választási mód
A szövetségi elnököt titkos, egyenlő, általános, szabad és személyes közvetlen választáson választják meg hat évre. Megbízatása a Szövetségi Gyűlés előtti beiktatással kezdődik (a Nemzeti Tanács és a Szövetségi Tanács közös ülésén). Lehetőség van egyszeri újraválasztásra.
A Szövetségi Gyűlés hagyományosan a bécsi parlament épületének Reichsrat üléstermében ül össze.
Aktív választójog
Szavazásra bárki jogosult, aki a Nemzeti Tanács megválasztásán is szavazni jogosult.
Passzív választójog
Bárki, akinek passzív választójoga van a Nemzeti Tanácsban megválasztásán, és legkésőbb a választás napján betöltötte a 35. életévét.
Kizáró okok
Olyan személyek, akiket már kétszer egymás után megválasztottak szövetségi elnöknek, nem indulhatnak újabb választáson.
Az uralkodóházak tagjaira vagy a korábban uralkodó családokra vonatkozó tilalom már nem létezik.
Kötelező szavazás
Országosan nincs kötelező szavazás.
1982-ig minden szövetségi államban törvényi kötelezettség volt részt venni a szövetségi elnök választásán. A megfelelő szövetségi (alkotmányos) törvények módosításával ez a kötelezettség csak azokban a szövetségi államokban létezett, amelyek saját törvényeikben választási kötelezettséget írtak elő (Karintia, Stájerország, Tirol és Vorarlberg). Stájerország és Karintia állam az 1998-as választásig, Vorarlberg a 2004-es választásig feloldotta ezt a kötelezettséget. A 2004-es választásokat követően Tirol állam követte Ausztria többi részét. A 2007. július 1-jén életbe lépett választási reformban ezt az alkotmányos rendelkezést törölték, és ezzel megszűnt a szövetségi elnök megválasztásához szükséges választási kötelezettség.

### Európai parlamenti választás (Europawahl)
Az európai parlamenti választásokon megválasztják az Európai Parlament tagjait, ebben jogosultak részt venni más EU-tagállamok uniós polgárai is, ugyanúgy 16 éves kortól.
A választás során csak szövetségi (országos) szinten választják meg a képviselőket, pártlistás arányos rendszerben, nyílt listák használatával.

## Tagállami szint (Landesebene)
Tagállami szinten a választási szabályok államonként eltérőek. Karintiában, Salzburgban, Tirolban, Vorarlbergben és Bécsben 5%-os küszöböt használnak, Burgenlandban és Felső-Ausztriában 4%-ot. Stájerországban nincs küszöb. Alsó-Ausztria különleges eset: itt egy 4%-os vagy annál nagyobb párt részt vesz az arányos kiigazításban országszerte, de a 4% alatti pártok megtartják a választókerületi mandátumokat (ellentétben a nemzeti tanácsi választással).

## Helyi szinten (Gemeindeebene)
Hely önkormányzati szinten, a választási szabályok változnak állam az állami. Bécs kivételével (mivel Bécsben a városi önkormányzat egyben tagállami parlament is, így) azonban minden szövetségi államban jogosultak önkormányzati választáson részt venni más EU-tagállamok uniós polgárai is, míg Bécsben csak a kerületi önkormányzat választásában vehetnek részt.

## Fordítás
Ez a szócikk részben vagy egészben  a   Wahlen in Österreich című német Wikipédia-szócikk ezen változatának fordításán alapul.  Az eredeti cikk szerkesztőit annak laptörténete sorolja fel. Ez a jelzés csupán a megfogalmazás eredetét és a szerzői jogokat jelzi, nem szolgál a cikkben szereplő információk forrásmegjelöléseként.